# Vintersorg
Vintersorg es una banda de folk, viking y black metal formada en Skellefteå, Suecia en 1994 bajo el nombre de Vargatron ("Trono del lobo" en sueco). Las letras de la banda tratan de fantasía, mitología, naturaleza, cosmos y metafísica. Vintersorg significa "Dolor del invierno", el nombre fue tomado de la serie Sagaen om Isfolket escrita por Margit Sandemo. 
El sonido de Vintersorg ha cambiado sumamente con los años, pues antes tenía una influencia popular, para luego pasar a un sonido más experimental. Esta transformación se pudo apreciar claramente con el lanzamiento del álbum Cosmic Genesis, el sonido progresó cada vez más álbum tras álbum, hasta llegar a The Focusing Blur un álbum con claras influencias avant-garde.
Junto con este cambio en el estilo musical, las líricas comenzaron a cambiar también. En un principio todas las letras eran escritas en sueco y hablaban acerca de la naturaleza y el paganismo. 
Desde el lanzamiento de Cosmic Genesis las letras comenzaron a ser escritas en inglés y trataban sobre temas científicos y filosofía , como por ejemplo: metafísica, astronomía, y astrología. En el disco Cosmic Genesis Vintersorg agradece a Carl Sagan, autor del libro Cosmos.

## Miembros
- Andreas Hedlund (Vintersorg) - compositor, vocalista, guitarrista, teclista (también vocalista de la banda Otyg)
- Mattias Marklund - guitarra

## Discografía
- Hedniskhjärtad (1998) ("Corazón pagano")
- Till Fjälls (1998) ("Hacia las montañas")
- Ödemarkens Son (1999) ("Hijo de la Naturaleza")
- Cosmic Genesis (2000)
- Visions From The Spiral Generator (2002)
- The Focusing Blur (2004)
- Solens Rötter (abril de 2007) ("El Origen del Sol" o "Las Raíces del Sol")
- Jordpuls( "El Pulso de la Tierra") (2011)
- Orkan( "Huracán") (2012)
- Naturbål ("Hoguera de la Naturaleza") (2014)
- Till Fjälls del II (2017)